# Wiłłagora (stacja kolejowa)
Wiłłagora (ros. Виллагора, krl. Villumägi) – stacja kolejowa w miejscowości Wiłłagora, w rejonie priażyńskim, w Karelii, w Rosji. Położona jest na linii Suojarwi – Pietrozawodsk.
Stacja powstała w 1940.

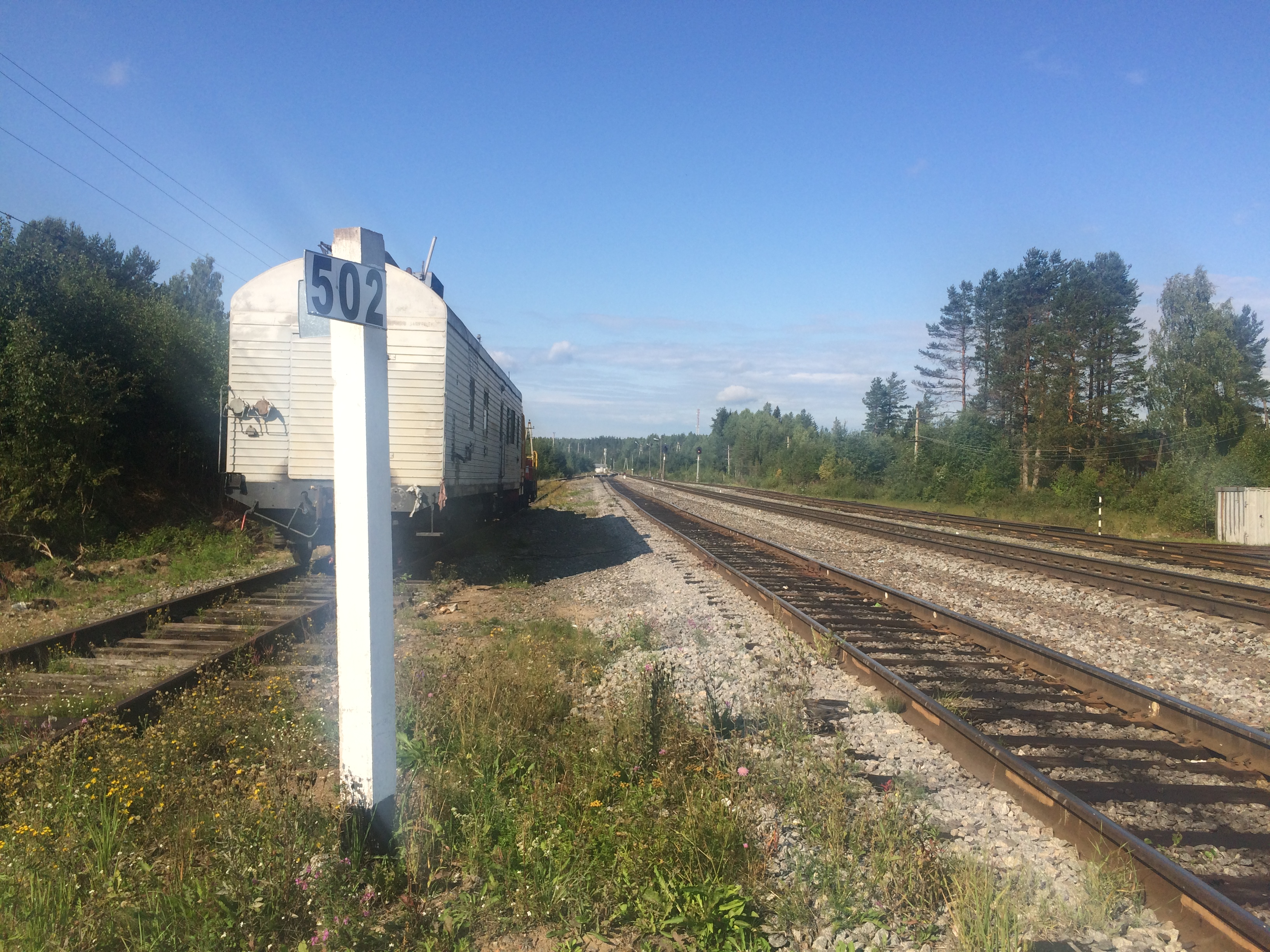
widok w stronę Suojarwi